# Impeachment di Park Geun-hye
L'impeachment di Park Geun-hye, ex presidente della Corea del Sud, è stato il culmine di uno scandalo politico che aveva coinvolto gli interventi alla presidenza della sua assistente. La votazione d'impeachment si è tenuta il 9 dicembre 2016, 234 dei 300 membri dell'Assemblea Nazionale hanno votato a favore dell'impeachment e della temporanea sospensione dei poteri e delle mansioni presidenziali di Park Geun-hye. Hwang Kyo-ahn, l'allora primo ministro, è diventato presidente in carica mentre la Corte Costituzionale della Corea stava decidendo se accettare o respingere l'impeachment. Il 10 marzo 2017, la corte ha sostenuto l'impeachment in una decisione unanime (8 voti contro 0), rimuovendo Park dalla sua carica. Nuove elezioni sono state tenute il 9 maggio 2017, eleggendo Moon Jae-in, ex leader del Partito Minju, come nuovo presidente.